# 堀直央 (村松藩主)
堀 直央（ほり なおひで/なおひさ）は、越後村松藩の第9代藩主。直寄系支流堀家9代。第7代藩主・堀直方の三男。はじめ庸信と名乗った。官位は従五位下、丹波守。

## 略歴
文政2年（1819年）、兄・直庸の死により家督を相続した。直庸の時代から、家老・堀玄蕃を中心とした百姓収奪による財政改革という悪政が行なわれたため、文化11年（1814年）に藩内全土で百姓一揆が起こった。天保14年（1843年）、祖先の堀直寄所縁であるものの火災によって損傷していた上野大仏を、寄進により新鋳再建し、仏殿を修復した。嘉永3年（1850年）には城主格が与えられ、村松陣屋は城に改修された。こうした中、嘉永6年（1853年）に藩政の主導権を握って文武を奨励し、農村経済発達による専売制導入や流通整備による藩収増加など、財政再建にも力を注いだ。また、官営殖産興業の発展にも注力している。安政2年（1855年）、安政の大地震によって上野大仏が破損したため修復した。安政4年（1857年）隠居し、家督を次男の直休に譲る。文久元年（1861年）死去した。

## 系譜
父母
- 堀直方（父）

正室
- 良 ー 津軽寧親の娘（正室）
- 土屋英直の娘（継室）

側室
- 岩田氏

子女
- 堀直休（次男）
- 堀直弘（三男）
- 福原資功
- 吉田良義室
- 堀清子 ー 黒田直養正室